# Kijew (1972)
Kijew – radziecki lekki lotniskowiec projektu 1143 w ZSRR klasyfikowany jako krążownik lotniczy. Okręt wszedł do służby w 1975. Po wycofaniu ze służby w 1993 sprzedany w 1996 Chinom, gdzie został przebudowany na okręt-muzeum.

## Historia
Budowa pierwszego z krążowników lotniczych projektu 1143 rozpoczęła się 21 lipca 1970 w stoczni Czarnomorskiej w Mikołajowie. Wodowanie miało miejsce 26 grudnia 1972, wejście do służby 28 grudnia 1975. W czerwcu 1976 okręt przydzielono do Floty Północnej, w związku z czym przeszedł z Morza Czarnego przez Morze Śródziemne do portu w Siewieromorsku. 
Rzeczywiste wcielenie okrętu do służby po serii prób i testów nastąpiło w lutym 1977. Od stycznia 1979 okręt operował w rejonie Morza Śródziemnego, gdzie w marcu spotkał się z bliźniaczą jednostką "Mińsk". Okręt intensywnie wykorzystywano w ćwiczeniach i manewrach przeprowadzanych głównie w rejonie Morza Śródziemnego. W 1981 okręt odbywał rejsy szkoleniowe także w rejonie Morza Czarnego i Bałtyckiego. W ramach ćwiczeń "Zachód-81" przeprowadzanych na Bałtyku współdziałał z okrętami Polski i NRD. W grudniu 1982 na okręcie rozpoczął się trwający do listopada 1984 remont połączony z modernizacją. W tym czasie na okręcie wymieniono cześć wyposażenia elektronicznego, a także zmodernizowano pokład lotniczy. W czerwcu 1987 okręt odbył swój ostatni rejs szkoleniowy. 
W grudniu 1989 rozpoczął się proces wycofywania okrętu ze służby, zakończony w 1993. W 1996 okręt został sprzedany do Chin, rozbrojony i w 2000 odholowany do Chin, gdzie został gruntownie przebudowany. Od 1 maja 2004 okręt cumuje w porcie Tiencin, gdzie pełni rolę pływającego centrum rozrywkowo-turystycznego.